# Doomsword
Doomsword ist eine Metal-Band aus Italien. Sie wurde 1997 von Deathmaster, der zuvor in der Extreme-Metal-Band Agarthi spielte, gegründet. Ihre Musik kann als Mischung aus Doom Metal und Viking Metal bezeichnet werden und wird gemäß der Gruppe als „Epic Doom Metal“ bezeichnet.

## Biographie
Deathmaster, der schon 1993 erste Gesangserfahrungen in einer Progressive-Metal-Band sammelte, entschloss sich im September 1997 dazu, seine Musikträume wahr zu machen und eine Epic-Metal-Band im Musikstil seiner Lieblingsbands der Achtziger gründen. Er fragte Guardian Angel, einen Musiker, den er schon seit Jahren aus diversen gemeinsamen Musikprojekten kannte und dieser stieg ebenfalls in die neu gegründete Band ein. Da sie früher über ein Jahr in der Epic-Metal-Band Warhammer spielten und sich und ihre musikalischen Vorstellungen daher kannten, begannen sie sogleich, Stücke für eine Demo zu schreiben. Zudem konnten sie auf Songtexte aus einem früheren gemeinsamen Mittelalterprojekt zugreifen, zu denen sie die Musik änderten. Nach weniger als einem Monat war die erste Demo fertig. Sie wurde „Sacred Metal“ benannt und enthält 5 Lieder. Die Bass-Gitarre auf der Demo übernahm Soldier of Fortune. Nach dieser Demo erhielt Doomsword Angebote von verschiedenen Plattenfirmen. Zudem stieß der Bassist Dark Omen zu der Musikband hinzu aufgrund der Auflösung von Agarthi, der Band, bei der auch Deathmaster zuvor gespielt hat. Auch ein neuer Sänger wurde in Form von Nightcomer gefunden. Sie unterzeichneten einen Plattenvertrag mit Underground Symphony und nahmen von Juli bis August 1998 ihr erstes Album auf. Dieses wurde im März 1999 unter dem Namen „DoomSword“ veröffentlicht und enthält drei Lieder, die auch schon auf der Demo waren und fünf neue Titel. Nach diesem Album verließen Guardian Angel und Nightcomer die Band wieder.
Deathmaster und Dark Omen verblieben und machten sich auf die Suche nach neuen Mitgliedern. Als erstes wurde man in Guardian Angel II als Gitarristen fündig. Schließlich stießen auch The Forger an der Gitarre und Grom am Schlagzeug hinzu.
Im Winter 2001 unterschrieb man bei einem neuen Label namens Dragonheart und machte sich an die Produktion des zweiten Albums „Resound the Horn“, bei dem Deathmaster wieder den Gesang übernahm. Nachdem es im Sommer 2001 produziert wurde, begannen sie sofort mit der Produktion neuer Songtexte, um eine nicht so lange Pause zwischen den Alben entstehen zu lassen. Grom verließ die Band und sie mussten einen neuen Schlagzeuger suchen. Wrathlord ersetzte Grom und ein neues Album namens „Let Battle Commence“ wurde produziert und veröffentlicht. Noch vor der Veröffentlichung stieg Guardian Angel II aus. Das Line-Up danach wurde durch Deathmasters Bruder Geilt am Bass und Sacred Heart an der Gitarre wieder vervollständigt. Sacred Heart verließ die Band 2005 jedoch wieder. Zuletzt waren sie auf der Suche nach einem Gitarristen, um ein viertes Album produzieren zu können. Das neue Album heißt „My Name Will Live On“ und wurde am 22. Juni 2007 über Dragonheart und SPV veröffentlicht.

## Diskografie
- 1997 – Sacred Metal (Demo)
- 1999 – DoomSword
- 2002 – Resound The Horn
- 2003 – Let Battle Commence
- 2007 – My Name Will Live On
- 2011 – The Eternal Battle